# Гореб

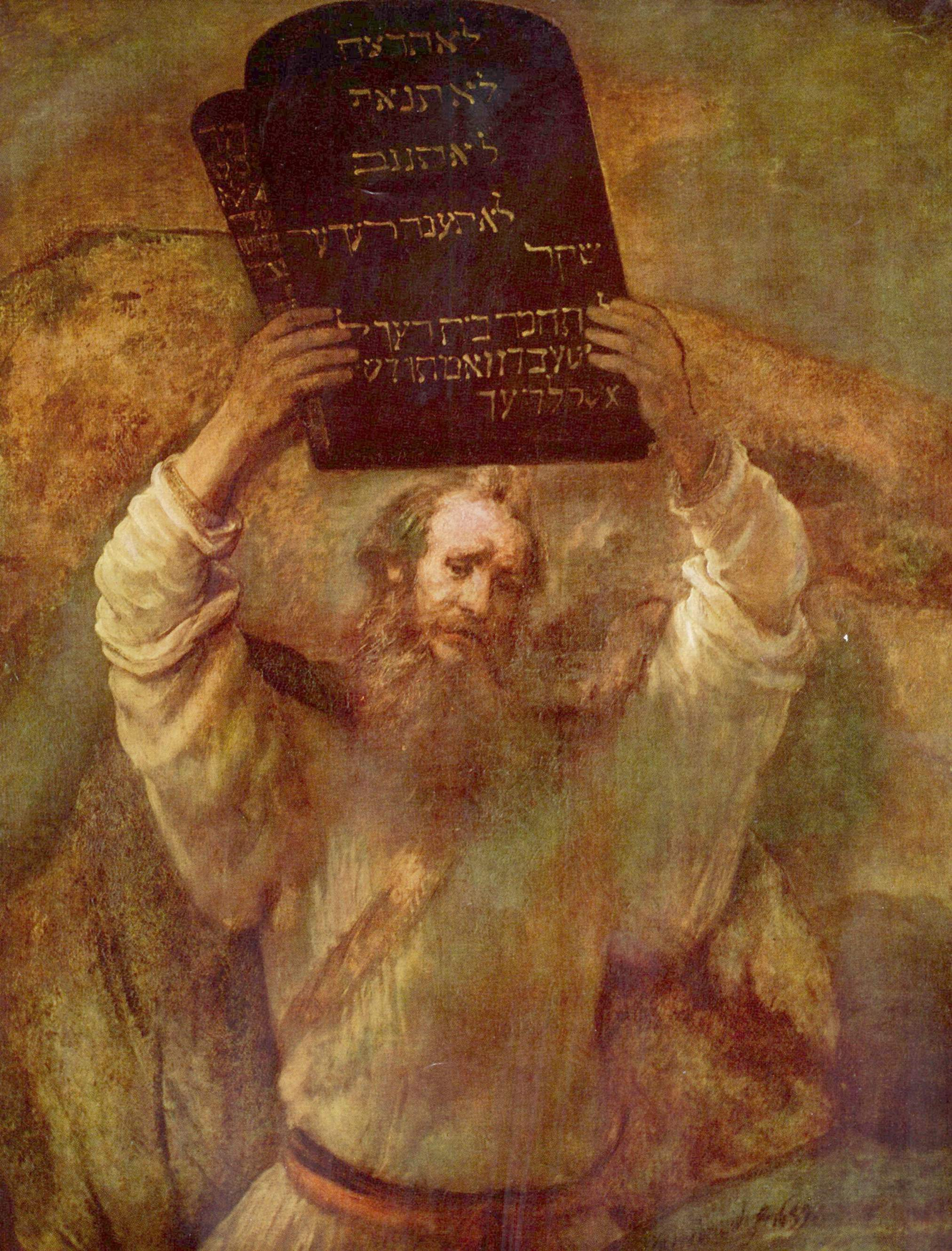
Мойсей із скрижалями з десятьма заповідями, картина Рембрандта, 1659 р

Гора Гореб (іврит: חֹרֵב ; грец. в Септуагінті: Χωρήβ ; лат. в Вульгаті : Horeb ) — гора, на якій Ягве дав Мойсею десять заповідей, згідно з Книгою Повторення Закону в єврейській Біблії. Він описаний у двох місцях (Книга Виходу та Книги Царів) як הַר הָאֱלֹהִים «Божа гора». Гору також називають горою ЯХВЕ.
В інших біблійних уривках ці події описані як те, що відбулися на горі Синай. Хоча більшість вчених вважає Синай і Гореб різними назвами одного і того ж місця, існує думка меншості, що вони могли бути різними місцями.
Протестантський реформатор Джон Кальвін дотримувався думки, що Синай і Гореб — одна й та сама гора, причому східна сторона гори називається Синай, а західна — Гореб. Авраам Ібн Езра припустив, що була одна гора, «тільки вона мала дві вершини, які носили ці різні назви». На місцевому рівні, навколо монастиря Святої Катерини, який збудований поруч із горою Синай і піком Верби, останній вважається біблійною горою Гореб.

## Етимологія
Вважається, що «Гореб » означає сяючий / тепло, що, здається, є посиланням на Сонце, тоді як Синай, можливо, походить від імені Сіна, давнього месопотамського релігійного божества Місяця, і, таким чином, Синай а Гореб — це гори Місяця та Сонця відповідно.

## Випадки

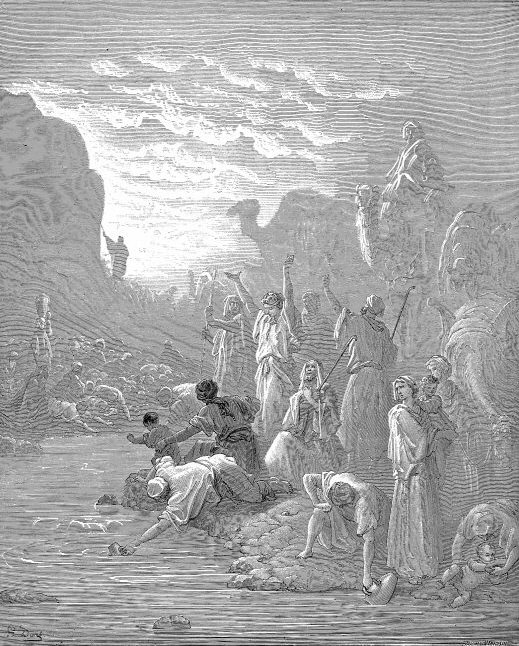
Мойсей вдаряється по скелі на Горебі, гравюра Гюстава Доре з «Біблії Святої церкви», 1865 р.

Ім’я Гореб вперше зустрічається в Виході 3:1, з історією про Мойсея та палаючого куща. Відповідно до Виходу 3:5, земля на горі вважалася святою, і Бог наказав Мойсею зняти сандалі.
У Виході 17:6 описується випадок, коли ізраїльтяни були в пустелі без води. Коли Мойсей був «на скелі в Горебі», він вдаряється об скелю і отримує питну воду зі скелі. Далі у вірші 7 говориться, що Мойсей «дав ім’я місцеві Масса та Меріва через сварку синів Ізраїля та через те, що вони спокушали Господа, кажучи: « Господь серед нас чи ні?»
Єдине інше використання імені у Вихід є в розділі 33, де Гореб є місцем, де ізраїльтяни зняли свої прикраси. Цей уривок (тобто Вихід 33:1–6) припускає, що Гореб було місцем, звідки ізраїльтяни вирушили до Ханаану, коли відновили свою подорож із Виходу.
У Повторення Закону Гореб кілька разів згадується в розповіді про блукання ізраїльтян по пустелі. Мойсей згадав у Повторення Закону 1:6, що Бог сказав ізраїльтянам на Горебі: «Ви прожили досить довго на цій горі: поверніться та йди в дорогу», підтверджуючи, що Гореб було місцем, з якого вони вирушили до Ханаану.
Інші згадки про Гореб у Повторення Закону зустрічаються в розповіді про передачу Мойсею Десяти заповідей і в посиланнях на нього. Подібні згадки є в Псалмі 106 і Малахії 4:4. Повторення Закону 5:2 («Господь, Бог наш, уклав з нами завіт на Горебі») створює відчуття, що нинішнє покоління, до якого говорив Мойсей, було присутнє на горі Гореб, коли Мойсей зійшов із заповідями, хоча «особи, які [ були присутні] всі загинули, за винятком Мойсея, Ісуса Навина та Калева. [Нація] вижила, і як це було з нацією як органічним цілим, так і було укладено угоду. Можна було б з доречністю сказати, що це було зроблено з тими, до кого в цей час звертався Мойсей, оскільки вони становили націю».

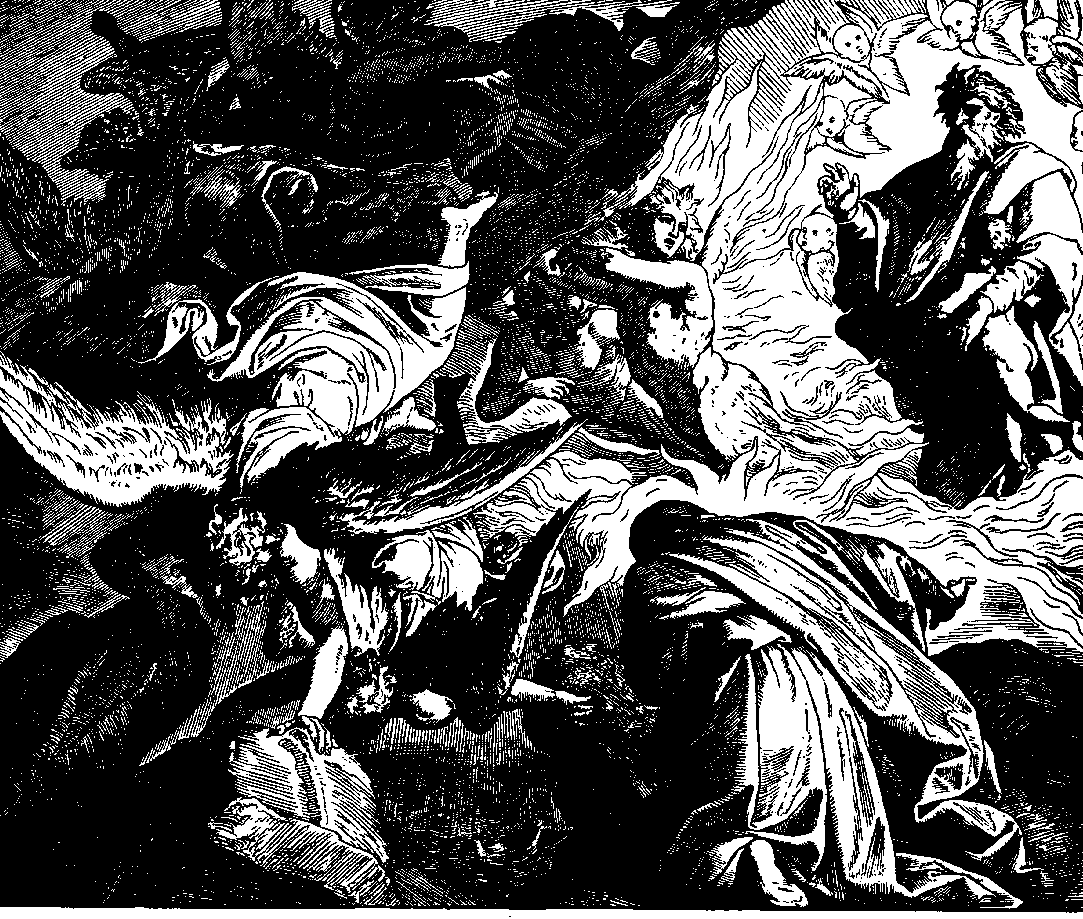
Бог з'являється Іллі на горі Гореб, гравюра на дереві Юліуса Шнорра фон Карольсфельда 1860 року

У 1 Царів 8:9 і 2 Хронік 5:10 говориться, що Ковчег Завіту містив лише скрижалі, доставлені Мойсею на Горебі. У 1 Царів 19 :8 Ілля відвідує «гору Божу Гореб».
Згідно з документальною гіпотезою, ім'я Синай вживається в Торі тільки в Яхвістах і Жрецьких Джерелах, тоді як Гореб вживається тільки в Елогістах і Второзаконниках.
У Новому Завіті немає згадок про Гореб. У Посланні до Галатів 4 :24–25 згадується гора Синай: «… Один завіт від гори Синай і народжує дітей, які мають бути рабами: Це Агар. Тепер Агар означає гору Синай в Аравії і відповідає теперішньому місту Єрусалиму, тому що вона перебуває в рабстві зі своїми дітьми». Гора Синай/Хорив згадується в Євреям 12:18-21.

## Місцезнаходження
Місцезнаходження Гореба спірне. Єврейські та християнські вчені висловлюють різні думки щодо його місцезнаходження з біблійних часів. У 1 Царів 19:1-21 Ілля описується як подорожуючий до Гореба, що означає, що його положення було знайоме, коли це було написано, але немає жодних біблійних посилань, встановлених пізніше. Крім того, прохід визначає печеру, досить велику, щоб в ній можна поселитися.
Християнська традиція вважає гору Гореб піком Верби, розташованим поруч із монастирем Святої Катерини.